# Distretto delle forbici e degli articoli da taglio di Premana

Il distretto delle forbici e degli articoli da taglio di Premana, conosciuto anche sotto la denominazione di distretto delle forbici di Premana, è un distretto industriale dell'alta Valsassina. Risponde alla classificazione operata dalla Regione Lombardia in applicazione della Legge 317/91, con la quale i distretti industriali hanno avuto il primo riconoscimento legislativo. Il distretto è contraddistinto dalla creazione del Marchio Collettivo di Qualità Premana.

## Storia

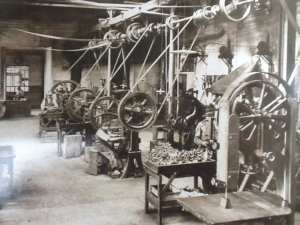
Foto storica della lavorazione delle forbici

La storia produttiva del territorio risale al 1200, grazie alla presenza di vene di siderite nei monti del Varrone, di legname per la produzione di carbone di legna e di acque a regime torrentizio per ottenere l'energia necessaria ad azionare i mantici dei forni e delle fucine. L'attività di lavorazione del ferro, estesa da Premana a Introbio e a Lecco, si sviluppa tra il 1300 e il 1400 grazie alla grande quantità di ferro richiesta dall'industria milanese delle armi e al venir meno della concorrenza dei distretti di Brescia e di Bergamo, a causa della sopravvenuta dominazione veneziana su di essi nel 1410. Tra le vene metallifere maggiormente produttive si annoverano quella dell'alto Varrone, d'Artino e quelle presso il lago di Sasso in Biandino. Tra il 1500 e il 1600, nonostante la decadenza dell'industria bellica milanese dovuta alla dominazione spagnola, nel distretto di Premana la tecnologia siderurgica ha un forte sviluppo tecnologico che conduce ad innovativi metodi di fusione ed alla produzione in serie delle armi. Nei secoli successivi, a causa della diminuita disponibilità di legna, l'industria va incontro anch'essa a decadenza, pur rimanendo presente nei primi decenni dell'Ottocento. In Europa si va affermando una diversa siderurgia di carattere industriale, basata sulle grandi miniere di limonite. Viene sviluppata la tecnologia che rende possibile la produzione, a partire dal carbon fossile, di carbon coke privato delle impurezze di zolfo altrimenti presenti e incompatibili con l'uso siderurgico. In seguito alla rivoluzione industriale il ferro ottenuto usando questo coke si dimostra di qualità superiore e di costo inferiore rispetto a quello prodotto utilizzando le tecnologie precedenti. Nel 1820 in Inghilterra si registra infatti un sensibile aumento della produttività stimabile in una riduzione del consumo di carbone in rapporto di 4 a 1. Nel 1845 l'ultimo forno di Premana viene spento. Nel 1848 le miniere del Varrone cessano l'attività. Conseguenza di questo declino è l'emigrazione della forza lavoro verso Venezia, Verona, Bergamo e Carrara, ma già nel 1896 si ha un'inversione di tendenza con il ritorno a Premana di alcuni artigiani e la ripresa della produzione di lame da taglio. 
Il successo di un imprenditore focalizzatosi sulla lavorazione e vendita di coltelli e forbici catalizza verso questi prodotti merceologici l'attenzione e l'attività di tutte le altre imprese dell'area che lavoravano il ferro, dando luogo ad un peculiare distretto produttivo che si manterrà vivo per tutto il XX secolo.

Ad inizio novecento sono attive circa dieci officine sorte sfruttando gli impianti siderurgici e gli edifici preesistenti. Alcune di esse sono già strutturate industrialmente e, con il loro prodotti, riescono a proiettarsi verso i mercati internazionali. Grazie allo sviluppo del secondo dopoguerra, nel 1951 vi sono 31 aziende attive, nel 1960 diventano 48. Tutto il Novecento vede una sorta di "gemellaggio" con un'altra località lariana specializzata nella produzione di forbici, Canzo, che insieme a Premana sarà la guida del mercato, soprattutto dal secondo dopoguerra. La forte crescita del XX secolo prosegue fino ai primi del 2000. Nel 1974 viene creato da circa 40 aziende del distretto il consorzio Premax, che commercializza i prodotti anche all'estero, tra cui anche le forbici marcate e vendute col marchio tedesco "Soligen". Nel 2001 il numero di aziende cresce a 212, dopo una temporanea flessione a 140 nel 1991. La produzione di forbici, con 20 milioni di pezzi, ha il suo massimo nei primi anni novanta. 
All'inizi dl XXI secolo l'area di Premana diventa uno dei centri mondiali più importanti per la produzione di forbici e coltelleria sia con produzione automatizzata industriale di manufatti, tra cui modelli specializzati per l'impiego in campo agricolo che prodotti ancora artigianalmente creati a mano.
Nel 2012, a seguito di una diminuzione dei volumi prodotti e del numero di aziende attive, si ha una produzione di 11,5 milioni di pezzi distribuita su circa 70 aziende. L'84% del prodotto viene esportato e il distretto produce il 94% delle forbici fabbricate in Italia.
La camera dei deputati nel 2009 ha dedicato al distretto di Premana una speciale audizione, durante la quale si è evidenziato che lo 81.7% del fatturato era dato dall'esportazione

## Ricerca e sviluppo
Il distretto industriale di Premana vanta, tra i brevetti lanciati negli anni 2000, il sistema ring-lock che elimina la vite centrale dalle forbici. Nel 2008 il distretto inizia una collaborazione con il Politecnico di Milano allo scopo di istituire un Marchio Collettivo di Qualità così da valorizzare e tutelare la propria produzione e affrancarsi dal ruolo di fornitore terzista, soprattutto verso i produttori tedeschi di Solingen. Il progetto si concretizza nel 2010 con la creazione del Marchio Collettivo di Qualità Premana, rilasciato dalla Camera di Commercio di Lecco, grazie al quale viene creato un disciplinare e un sistema di controllo qualità su tutto il processo produttivo.